# Hesperis multicaulis
Hesperis multicaulis är en korsblommig växtart som beskrevs av Pierre Edmond Boissier. Hesperis multicaulis ingår i släktet hesperisar, och familjen korsblommiga växter. Inga underarter finns listade i Catalogue of Life.